# Joseph von Stein-Kamieński
Joseph Salomon von Stein-Kamieński – prezydent Królewskiej Regencji w Bydgoszczy w latach 1815–1821, Honorowy Obywatel Bydgoszczy.
Pochodził z rodziny o polskim rodowodzie, która z biegiem lat uległa zgermanizowaniu. Początkowo pracował przez 26 lat jako urzędnik w organach polskiej administracji państwowej, aby przejść do pruskiej służby państwowej. Pełnił m.in. funkcję prezydenta policji w Królewcu. 
Do Bydgoszczy przybył w 1815 roku i objął stanowisko prezydenta Królewskiej Regencji. Formalne zatwierdzenie uzyskał 17 maja 1816 roku. Odznaczał się sprawnością w działaniu. Zorganizował zręby pruskiej administracji państwowej na terenie bydgoskiego okręgu regencyjnego, m.in. wprowadził pruską ordynację miejską z 1808 roku. Znany był z gorliwości, z jaką usuwał z urzędów dawnych urzędników polskich z czasów Księstwa Warszawskiego.
W 1821 r. w związku z chorobą oczu odszedł ze służby państwowej. 3 października 1821 r., w związku z 40-leciem jego służby otrzymał przyznany mu przez magistrat tytuł Honorowego Obywatela Bydgoszczy. Był pierwszą osobą utytułowaną tą godnością w Bydgoszczy.